# 圣阿尔邦 (安省)
圣阿尔邦（法語：Saint-Alban，法語發音：[sɛ̃.t‿albɑ̃]）是法国东部安省的一个市镇，属于楠蒂阿区。

## 地理
圣阿尔邦（46°5'44"N, 5°27'12"E）面积8.08 平方千米，位于法国奥弗涅-罗讷-阿尔卑斯大区安省，该省份为法国东部省份，北起汝拉省，西北接索恩-卢瓦尔省，西接罗讷省和里昂大都会，南至伊泽尔省，东与萨瓦省、上萨瓦省和瑞士接壤。
与圣阿尔邦接壤的市镇（或旧市镇、城区）包括：塞涅、塞尔东、沙勒拉蒙塔涅、拉巴尔姆、蓬桑。

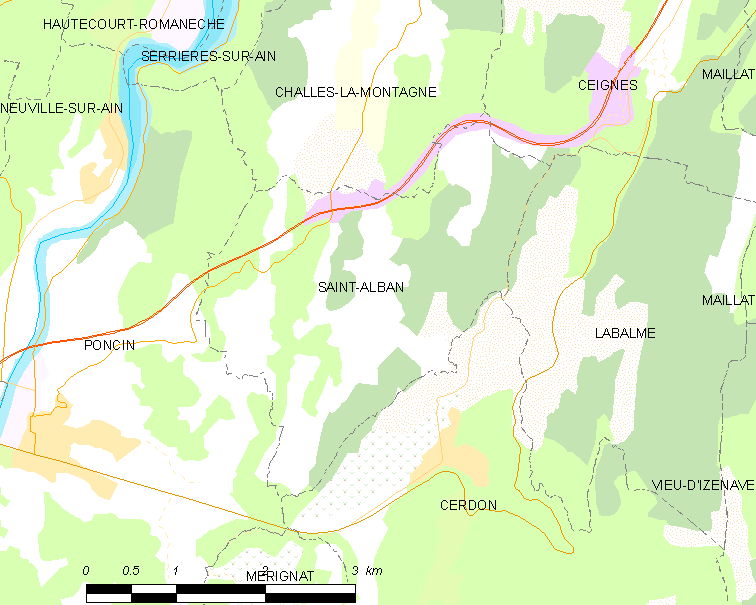
的OSM定位图

圣阿尔邦的时区为UTC+01:00、UTC+02:00（夏令时）。

## 行政
圣阿尔邦的邮政编码为01450，INSEE市镇编码为01331。

## 政治
圣阿尔邦所属的省级选区为蓬丹县。

## 人口

1962-2008年间人口变化图示

圣阿尔邦于2022年1月1日时的人口数量为195人。